# Phaeophilacris grassei
Phaeophilacris grassei is een rechtvleugelig insect uit de familie krekels (Gryllidae). De wetenschappelijke naam van deze soort is voor het eerst geldig gepubliceerd in 1946 door Chopard.